# Bourasso
Bourasso là một tổng thuộc tỉnh Kossi ở phía tây Burkina Faso. Thủ phủ là thị xã cùng tên. Dân số năm 2006 là 12.548 người.

## Các thị xã và làng xã
- Bourasso (thủ phủ) (1.986 dân)
- Barakuy (589 dân)
- Biron-Bobo (150 dân)
- Biron-Marka (847 indân)
- Bouni (658 indân)
- Diamasso (508 dân)
- Kamiankoro (1.185 dân)
- Kodougou (1.147 dân)
- Labarani (740 dân)
- Lekuy	(942 dân)
- Lemini (974 dân)
- Nokuy	(1.269 dân)
- Sikoro (1.096 dân)
- Sirakoro (148 dân)
- Zonakuy (343 dân)[2]